# Camponotus hoelldobleri
Camponotus hoelldobleri är en myrart som beskrevs av Henri Cagniant 1991. Camponotus hoelldobleri ingår i släktet hästmyror, och familjen myror. Inga underarter finns listade.